# 押上站

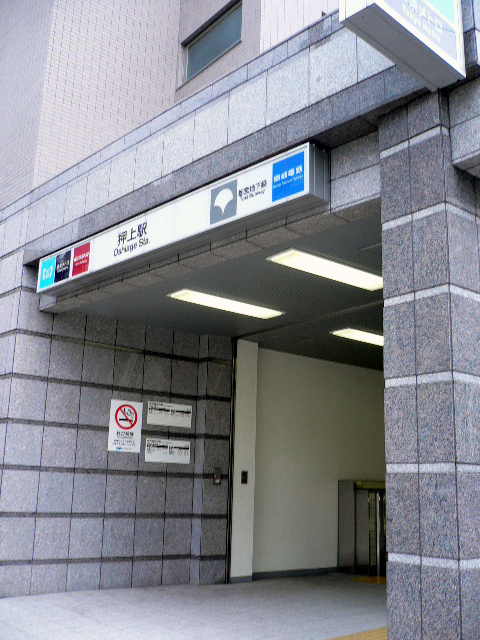
B2出口（2005年3月）

押上站（日语：／ Oshiage eki */?）是位於日本東京都墨田區押上一丁目，屬於京成電鐵、東京都交通局（都營地下鐵）、東京地下鐵、東武鐵道的鐵路車站。
東京晴空塔城開業後，2012年（平成24年）5月22日以後，所有公司引入共同作為副站名的「晴空塔前」。

## 概要
本站是京成電鐵與東京都交通局、東京地下鐵與東武鐵道的共構車站。前者是京成電鐵管轄站，後者是東京地下鐵管轄站。
京成電鐵管轄站停靠該公司的押上線與東京都交通局的都營地下鐵淺草線。本站同時是押上線的起點與淺草線的終點，兩方向皆可折返，但列車多半相互直通運轉。
另一方面，東京地下鐵管轄站停靠該公司的半藏門線與東武鐵道伊勢崎線。本站同時是半藏門線的終點以及伊勢崎線的起點之一，半藏門線側除部分列車以外實施相互直通運轉。另外，伊勢崎線淺草站－東武動物公園站區間與押上站－曳舟站區間稱作「晴空塔線」，旅客導覽也優先使用該暱稱。
2012年3月17日，東武鐵道導入車站編號，從此本站4業者路線皆有車站編號。京成電鐵車站編號為KS45，淺草線車站編號為A 20，半藏門線車站編號為Z 14，東武鐵道車站編號為TS 03。

## 歷史

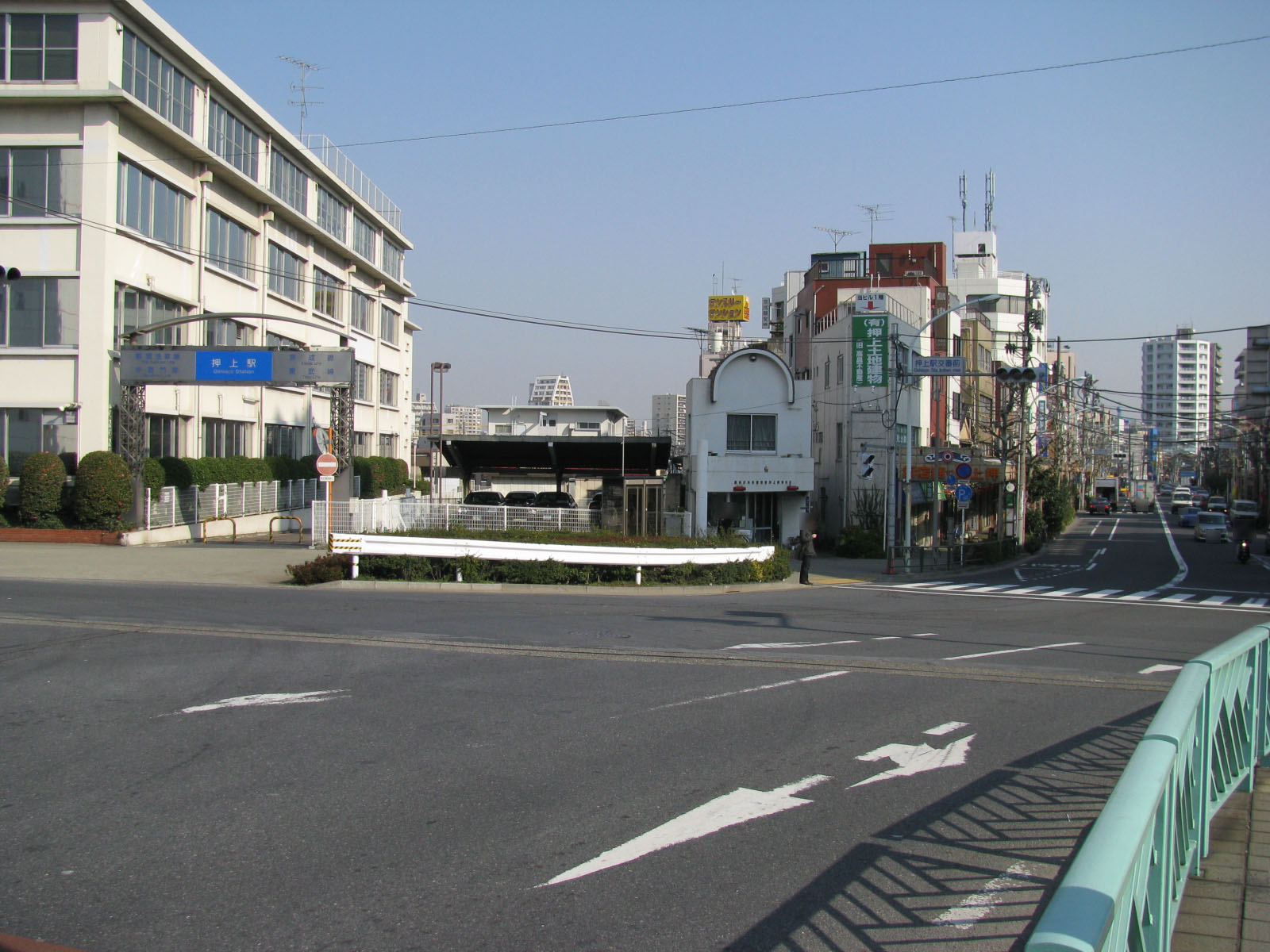
晴空塔建設前的押上站前交差點。左邊建物是京成電鐵舊本社

京成電氣軌道在創始期於繁華街淺草附近建設東京側的鐵路總站。當初預計作為東京市電（之後的都電）的轉乘站，因此京成電鐵使用1,372mm的軌距。
之後，京成改提押上至淺草的路線計畫，並規劃至上野、秋葉原的高架線。但在與東武鐵道的競爭中，因爆發京成電車疑獄事件（京成疑獄）使得計畫受挫。在完成經町屋至上野的路線後，此段路線成為“都會的盲腸線”。
1960年（昭和35年），京成開始與都營地下鐵相互直通運轉，本站成為往淺草、都心方向的接續站。之後車站地下化，地面成為京成電鐵本社用地（2013年再遷往千葉縣市川市京成八幡站前）。
本站與附近的東武伊勢崎線業平橋站（現東京晴空塔站）長期進行連絡運輸。2003年（平成15年），東武伊勢崎線與營團地下鐵（現東京地下鐵）半藏門線實施相互直通運轉並於本站開業，本站從此成為4線轉乘站。

### 年表
- 1912年（大正元年）11月3日：京成電氣軌道押上站開業。當時是京成電氣軌道在東京的總站。
- 1960年（昭和35年）
  - 12月1日：地下化。
  - 12月4日：都營地下鐵1號線站區開業。同日開始與京成線相互直通運行。
- 1978年（昭和53年）7月1日：都營1號線改稱淺草線。
- 1989年（平成元年）：連接東武伊勢崎線業平橋站（現東京晴空塔站）的地下換乘通道啟用。
- 2003年（平成15年）3月19日：東武伊勢崎線及帝都高速度交通營團（營團地下鐵）半藏門線站區開業，同日兩路線開始相互直通運轉，並關閉業平橋站的地下換乘通道。
- 2004年（平成16年）4月1日：營團地下鐵民營化，半藏門線站區由東京地下鐵接手經營。
- 2012年（平成24年）5月22日：配合東京晴空塔開業，四個站區統一增加副站名「晴空塔」[2][3][4][5]。

## 車站

### 京成電鐵、都營地下鐵
本站為島式月台2面4線的地底車站。站內導覽標誌使用京成樣式。以前月台側站名標使用京成式，壁側使用都營淺草線式，在2012年3月下旬導入副站名「晴空塔前」後，壁側也改為京成式，接著同年5月中旬移除月台側站名標。列車資訊顯示器使用京成電鐵的顯示器。另外，關於本站的京成線、京急線列車種別「快特、快速特急」，往京成線青砥、成田機場方向的列車使用京成的稱呼「快速特急」，而往京急線橫濱、羽田機場方向的班次則使用京急的稱呼「快特」。
開業當時，月台兩端下方設有剪票口。2003年（平成15年）3月19日東京地下鐵東武車站開業後，京成曳舟側的剪票口移至兩線之間的連絡通道。
本站是乘務員執行換班的地點。但是多數列車停靠時間與其他都營淺草線車站無異。站內設有NTTBP與UQ Communications公共無線網路設備，乘客可使用docomo Wi-Fi與Wi2的公共無線網路服務。
過去1號線月台有條往京成曳舟方向的保線用側線，一旁設有卸料斗。現在側線分岐點已用牆壁遮蔽，卸料斗也改建為車站空調換氣管。本站屬押上管區，管理京成曳舟站、八廣站。PASMO、Suica的使用記錄顯示為「押上」。

#### 月台配置
| 月台 | 公司         | 路線   | 目的地                                                                               | 備註              |
| ---- | ------------ | ------ | ------------------------------------------------------------------------------------ | ----------------- |
| 1、2 | 東京都交通局 | 淺草線 | 往淺草、東銀座、新橋、西馬込、 京急本線 品川、羽田機場、橫濱方向                     | 部分於3號月台始發 |
| 3、4 | 京成電鐵     | 押上線 | 往青砥、船橋、成田機場（直通成田Sky Access線直通、京成本線）、千葉、印旛日本醫大方向 | 部分於2號月台始發 |

（來源：都營地下鐵:車站構內圖 （页面存档备份，存于））
一般列車停靠1號月台（西馬込、羽田機場方向）、4號月台（青砥、成田機場方向）。
京成押上線普通列車或都營淺草線內各站停車列車在與機場快特、快特、Access特急、特急、通勤特急、快速列車進行緩急接續時，普通列車會在1、4號月台停留，快速等列車進入2、3號月台。
本站的青砥方向折返列車使用3號月台。泉岳寺方向折返列車使用2號或3號月台。平日早晨（之中有一班本站始發的Access特急往成田機場）、傍晚、夜間及周六日早晨有兩班本站起訖列車。

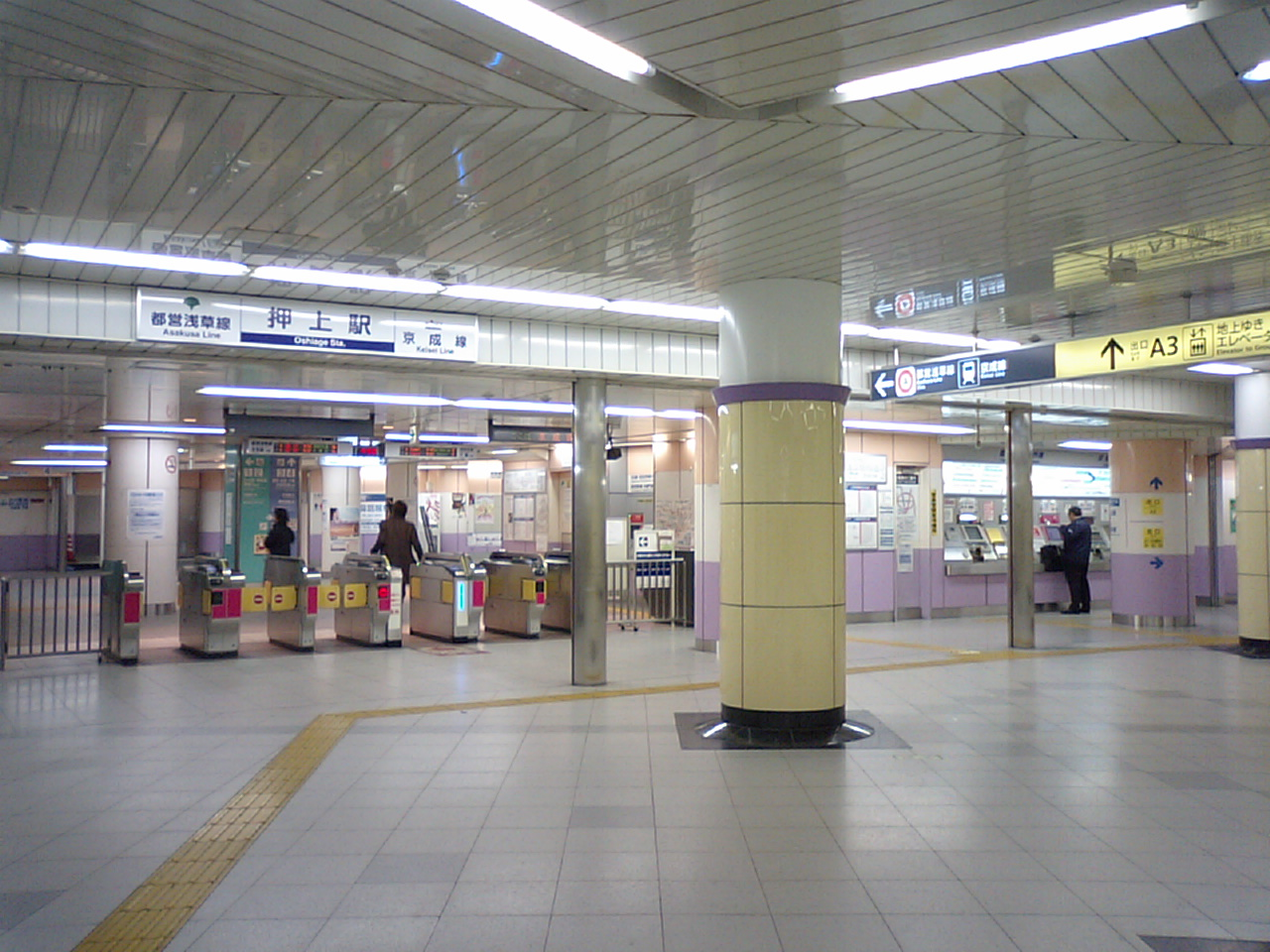
京成、都營站區剪票口（2008年4月）
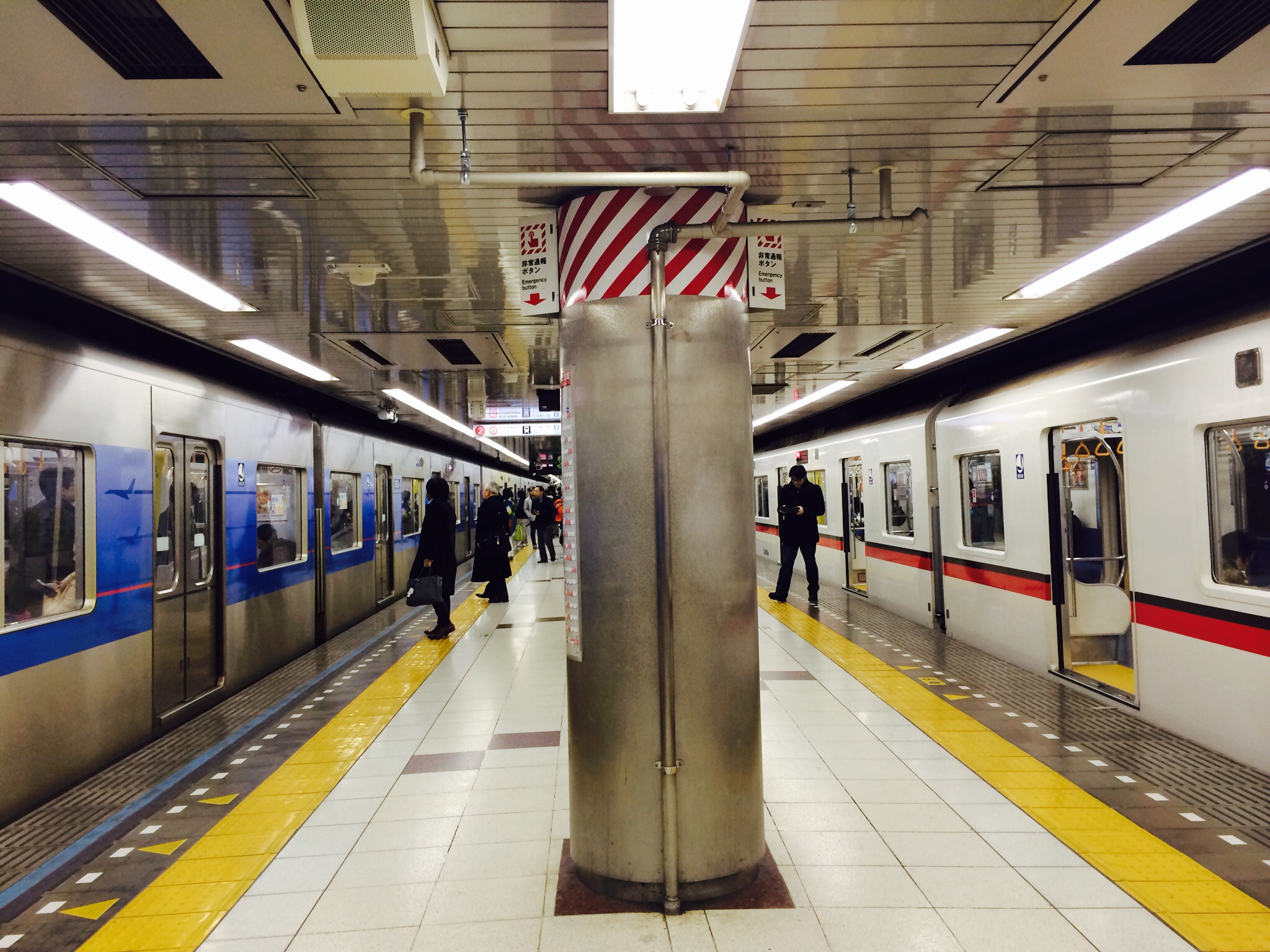
都營淺草線月台（2015年3月）
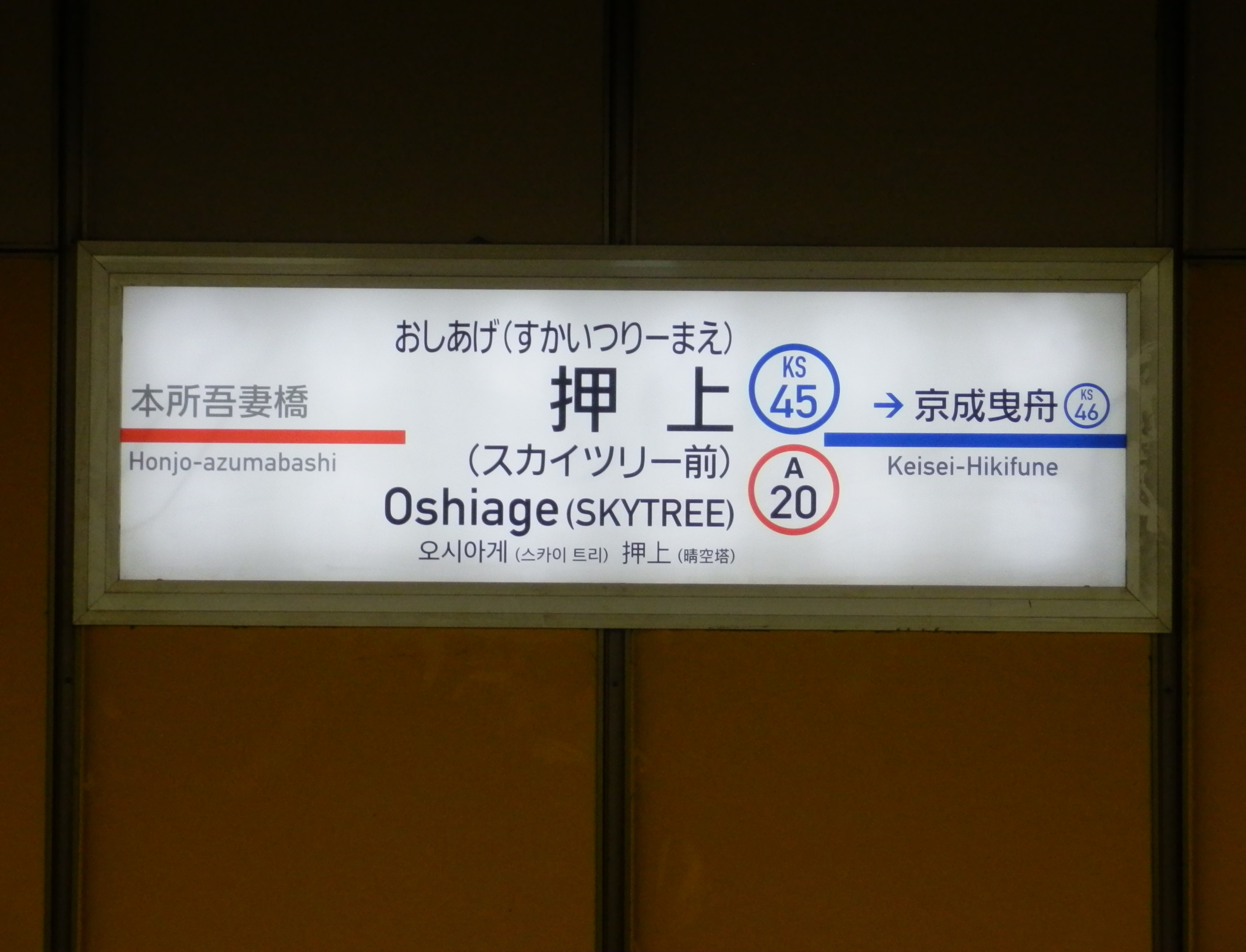
站名牌(2020年3月)

### 東京地下鐵、東武鐵道
島式月台2面4線的地底車站。位於京成、都營的車站南側。原為東京地下鐵的車站，站內導覽也使用東京地下鐵樣式，但月台中央設有東京地下鐵與東武的財產交界標示。東武站區與東京晴空塔站（舊業平橋站）視為同一站，但兩站非站內連通。
東京地下鐵半藏門線（澀谷方向）全日有本站折返列車，且為東急電鐵所有非東武對應車輛的終點站。2、3號月台主要為折返使用，白天主要使用3號線折返。直通列車使用1、4號月台。由於1、4號月台無法折返，沒有本站始發的東武伊勢崎線（久喜方向）列車。另一方面，平日的末班車是東武伊勢崎線至本站終停的班次。
開業當時，本站往東武線方向無法折返。因此，東武線與東京下鐵半藏門線暫停直通運轉時，預定直通的列車需在東武側的北千住站折返，因此無法行駛本站 - 曳舟站區間，往久喜方向須至業平橋站（現東京晴空塔站）乘車或搭乘其他路線。直到2013年度，曳舟站內開始設置轉轍器，並於2013年10月底完成，該站可實行往久喜方向的折返運轉，但目前尚未使用。
PASMO、Suica的使用記錄顯示為「地 押上」、「東武押上」。本站也是東武唯一的地下車站。
2、3號月台是往澀谷方向的折返線。該線路可改建延伸至龜有、松戶的方向，但目前未有具體計畫，東京地下鐵也在副都心線通車後宣布停止建設新路線。
東京地下鐵線的車內自動廣播在2014年6月東急田園都市線下行線準急開始運行時加入「晴空塔前」的稱呼。

#### 月台配置
| 月台 | 公司       | 路線         | 目的地                         | 備註                 |
| ---- | ---------- | ------------ | ------------------------------ | -------------------- |
| 1    | 東京地下鐵 | 半藏門線     | 大手町、澀谷、中央林間方向     | 直通至伊勢崎線       |
| 2    | 東京地下鐵 | 半藏門線     | 大手町、澀谷、中央林間方向     | 早上、晚上於此站折返 |
| 3    | 東京地下鐵 | 半藏門線     | 大手町、澀谷、中央林間方向     | 此站折返             |
| 4    | 東武鐵道   | 東武晴空塔線 | 北千住、越谷、久喜、南栗橋方向 |                      |

（來源：東京地下鐵:構內圖 （页面存档备份，存于））
- 上述路線名為旅客導覽上的名稱（東武晴空塔線為愛稱）。
- 月台牆壁與柱子上的站名標同時標上兩公司的車站編號「Z 14」、「TS 03」。

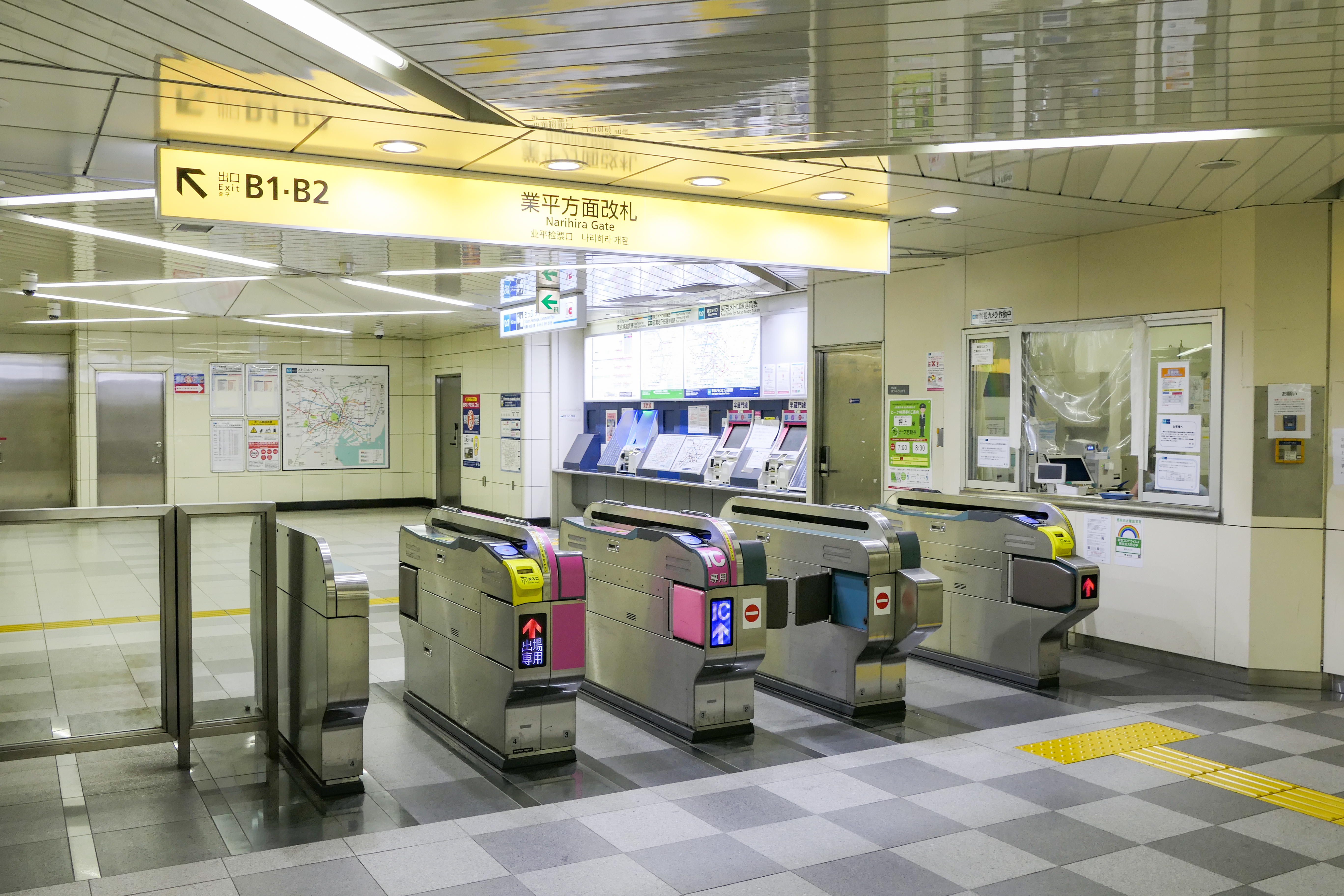
往業平方向的驗票口(2023年6月)
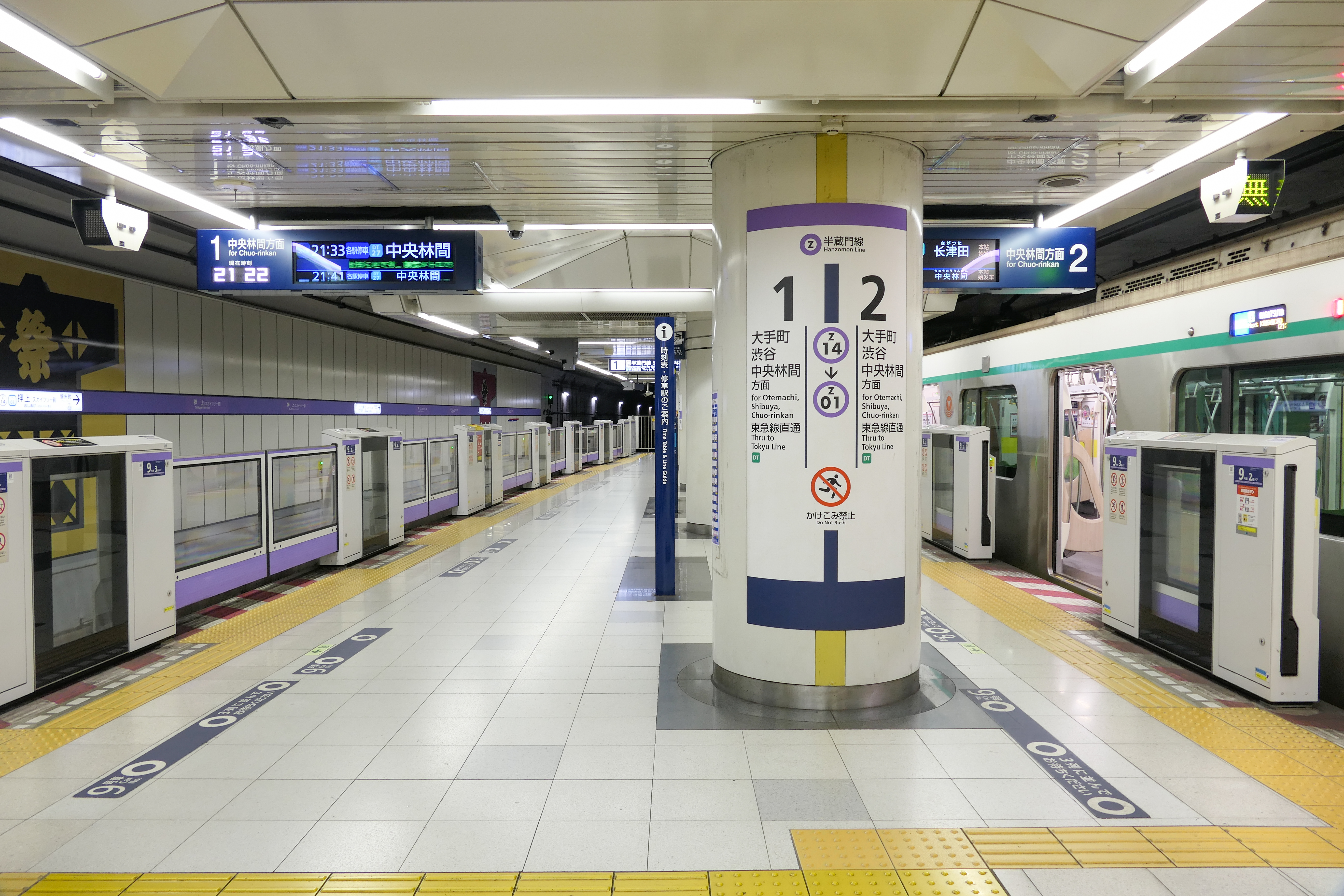
東京地下鐵1號與2號月台(2023年6月)
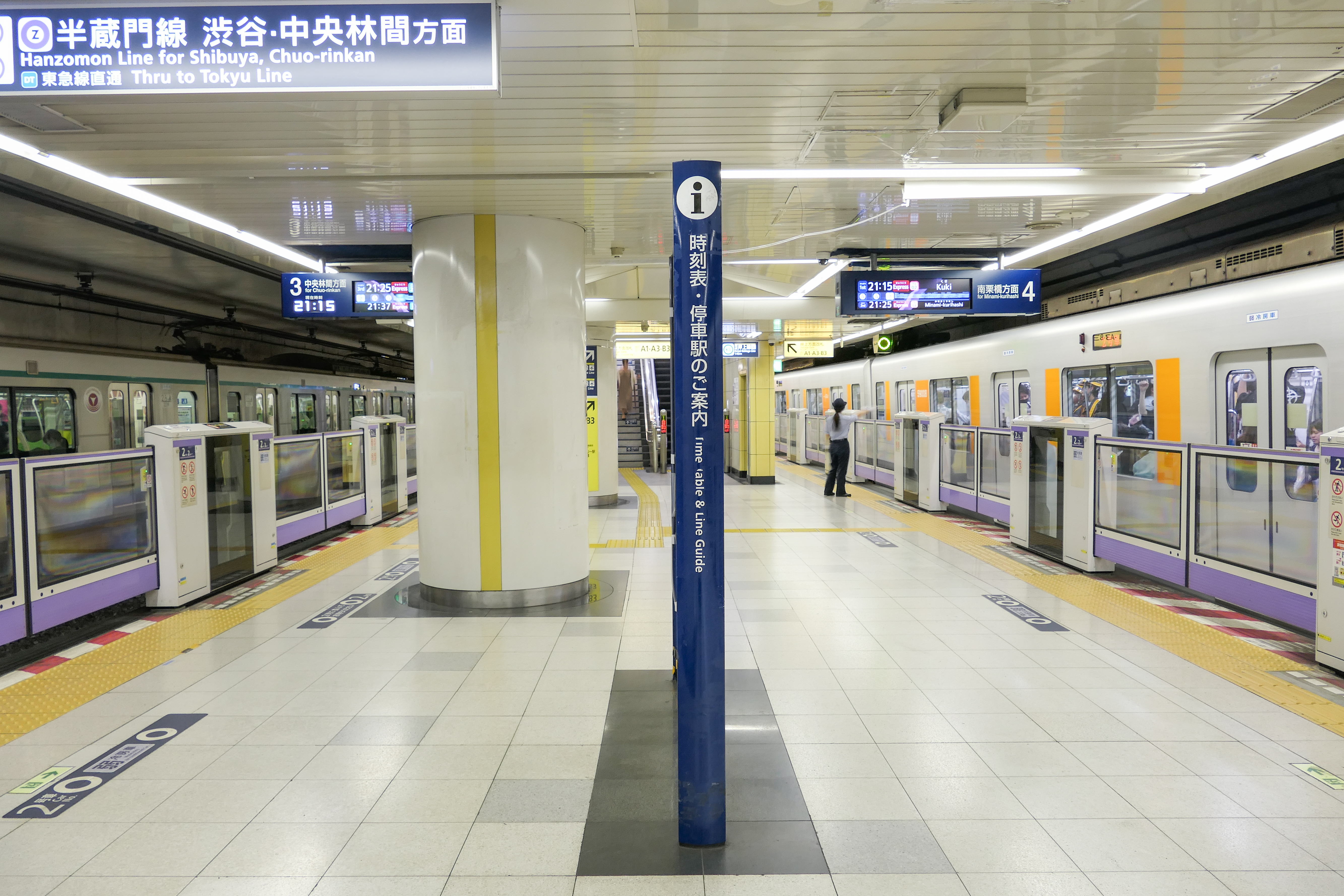
東京地下鐵3號與東武鐵道4號月台（2023年6月）
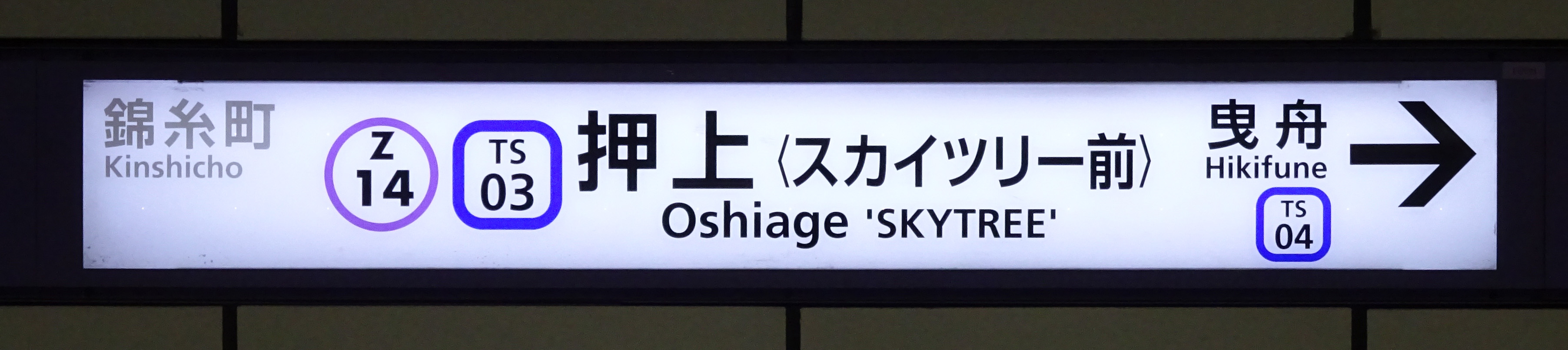
站名標記

#### 配線圖
- 2013年3月16日改點同時變更曳舟站淺草側配線。此配線圖為改點前配線。押上站 - 曳舟站非支線，而是增線（複複線化）。

| ← 錦糸町、大手町、 澀谷、中央林間 方向 | 押上站、曳舟站周邊鐵道配線略圖 | → 北千住、春日部 、久喜、南栗橋 方向 |
| | ↓ 龜戶 方向                    |                                      |
| 图例 参考文献： * 參考以下資料製作。 ** 電気車研究会、「東武鉄道線路配線略図」、『鉄道ピクトリアル』、第58巻第1号 通巻第799号「【特集】 東武鉄道」、 2008年1月 臨時増刊号、巻末折込。 ** 羽生峰夫・池田直人（東武鉄道）、「東武鉄道11号線直通化工事と直通運転の概要」、鉄道ジャーナル社、 『鉄道ジャーナル』 第37巻4号（通巻第438号） 2003年4月号、49頁、図2および図3。 ** 東京メトロ公式ホームページ 押上駅構内図 ** 東武鉄道公式ホームページ 曳舟駅構内マップ ※ 本圖入線方向為一般營運方向，不含直通運轉中止時與回送列車的入線方向。 ※ 去除淺草方向線路 |                                |                                      |

## 利用狀況
2017年度4公司合計1日平均上下車人次約70萬人，是墨田區第一大站。由於數值包含直通人次，是高於實際上通過剪票口的人數。
在2002年半藏門線與東武線延伸至本站後急速成長。2012年度東京晴空塔開業後持續帶動本站的成長。
- 京成電鐵
  - 2017年度1日平均上下車人次為216,517人[* 1]。京成電鐵車站中位居第1位。數值包括都營線直通聯絡人次（175,491人）。
- 都營地下鐵
  - 2017年度1日平均上下車人次為219,904人（上車人次：111,583人，下車人次：108,321人）[* 2]。在都營地下鐵車站中僅次於新宿線新宿站排名第2位，淺草線車站第1位。數值包括京成線直通聯絡人次。
- 東京地下鐵
  - 2017年度1日平均上下車人次為177,297人[* 3]。在東京地下鐵車站中次於九段下站名列第25位。數值包括東武線直通聯絡人次。開業前預估為73,000人。
- 東武鐵道
  - 2017年度1日平均上下車人次為103,102人[* 4]。在伊勢崎線中次於北千住站、新越谷站排名第3位。數值包括東京地下鐵線直通聯絡人次。若計入東京晴空塔站（舊業平橋站）則達120,785人。

### 各年度別1日平均上下車人次
各年度1日平均上下車人次如下表。
| 年度               | 京成押上線         | 京成線 淺草線 直通人次 | 都營地下鐵淺草線   | 東京地下鐵半藏門線 | 東武線 半藏門線 直通人次 | 東武伊勢崎線（東武晴空塔線） | 東武伊勢崎線（東武晴空塔線）   | 東武伊勢崎線（東武晴空塔線） |
| 年度               | 1日平均 上下車人次 | 京成線 淺草線 直通人次 | 1日平均 上下車人次 | 1日平均 上下車人次 | 東武線 半藏門線 直通人次 | 押上站1日 平均上下車人次     | 東京晴空塔站 1日平均上下車人次 | 1日平均 上下車人次           |
| ------------------ | ------------------ | ---------------------- | ------------------ | ------------------ | ------------------------ | ---------------------------- | ------------------------------ | ---------------------------- |
| 2000年（平成12年） |                    |                        | 179,084            |                    |                          |                              |                                |                              |
| 2001年（平成13年） |                    |                        | 182,433            |                    |                          |                              |                                |                              |
| 2002年（平成14年） |                    |                        | 182,849            | 26,508             |                          |                              |                                | 42,475                       |
| 2003年（平成15年） | 168,235            |                        | 171,182            | 61,508             | 26,645                   | 37,760                       | 7,703                          | 45,463                       |
| 2004年（平成16年） | 171,105            |                        | 167,620            | 72,877             | 32,535                   | 45,818                       | 7,189                          | 53,007                       |
| 2005年（平成17年） | 172,946            |                        | 167,740            | 78,774             | 33,929                   | 48,179                       | 6,935                          | 55,114                       |
| 2006年（平成18年） | 177,029            | 136,772                | 171,556            | 90,291             | 40,398                   | 57,206                       | 6,774                          | 63,980                       |
| 2007年（平成19年） | 183,897            | 146,713                | 182,278            | 105,799            | 45,169                   | 64,241                       | 6,902                          | 71,143                       |
| 2008年（平成20年） | 187,241            | 160,966                | 183,776            | 110,916            | 54,480                   | 71,614                       | 6,896                          | 78,510                       |
| 2009年（平成21年） | 186,224            | 163,496                | 183,098            | 115,203            | 56,317                   | 73,690                       | 6,988                          | 80,678                       |
| 2010年（平成22年） | 186,230            | 163,895                | 184,002            | 120,091            | 58,159                   | 76,053                       | 9,069                          | 85,122                       |
| 2011年（平成23年） | 181,171            | 159,745                | 177,963            | 120,324            | 56,470                   | 72,923                       | 8,719                          | 81,642                       |
| 2012年（平成24年） | 187,712            | 161,340                | 194,657            | 141,125            | 59,167                   | 79,705                       | 25,494                         | 105,199                      |
| 2013年（平成25年） | 192,877            | 166,297                | 200,129            | 147,642            |                          | 85,133                       | 21,439                         | 106,572                      |
| 2014年（平成26年） | 195,147            | 169,059                | 200,913            | 153,857            |                          | 88,527                       | 19,136                         | 107,663                      |
| 2015年（平成27年） | 202,596            | 175,491                | 206,863            | 162,910            |                          | 92,819                       | 18,658                         | 111,477                      |
| 2016年（平成28年） | 209,531            | 181,777                | 212,426            | 170,182            |                          | 98,110                       | 18,203                         | 116,313                      |
| 2017年（平成29年） | 216,517            | 188,195                | 219,904            | 177,297            |                          | 103,102                      | 17,683                         | 120,785                      |

### 各年度別1日平均上車人次（1989年－2000年）
各年度1日平均上車人次如下表。
| 年度               | 京成電鐵 | 都營地下鐵 |
| ------------------ | -------- | ---------- |
| 1989年（平成元年） | 67,318   | 75,595     |
| 1990年（平成02年） | 68,923   | 78,285     |
| 1991年（平成03年） | 77,997   | 91,645     |
| 1992年（平成04年） | 80,992   |            |
| 1993年（平成05年） | 81,638   | 97,301     |
| 1994年（平成06年） | 82,841   | 98,153     |
| 1995年（平成07年） | 83,888   | 96,962     |
| 1996年（平成08年） | 82,836   | 96,101     |
| 1997年（平成09年） | 83,726   | 96,479     |
| 1998年（平成10年） | 81,811   | 94,877     |
| 1999年（平成11年） | 80,648   | 92,962     |
| 2000年（平成12年） | 79,805   | 92,293     |

### 各年度別1日平均上車人次（2001年 - ）
| 年度               | 京成電鐵 | 都營地下鐵 | 營團 / 東京地下鐵 | 東武鐵道 | 來源              |
| ------------------ | -------- | ---------- | ----------------- | -------- | ----------------- |
| 2001年（平成13年） | 81,118   | 93,703     | 未開業            | 未開業   | [ 東京都統計 1 ]  |
| 2002年（平成14年） | 80,808   | 93,953     | 17,000            | 6,156    | [ 東京都統計 2 ]  |
| 2003年（平成15年） | 83,902   | 87,773     | 30,721            | 21,213   | [ 東京都統計 3 ]  |
| 2004年（平成16年） | 84,953   | 86,006     | 36,923            | 25,005   | [ 東京都統計 4 ]  |
| 2005年（平成17年） | 85,956   | 85,948     | 39,951            | 26,088   | [ 東京都統計 5 ]  |
| 2006年（平成18年） | 88,011   | 87,744     | 45,649            | 30,638   | [ 東京都統計 6 ]  |
| 2007年（平成19年） | 91,383   | 91,922     | 53,230            | 34,467   | [ 東京都統計 7 ]  |
| 2008年（平成20年） | 93,332   | 92,747     | 56,079            | 38,433   | [ 東京都統計 8 ]  |
| 2009年（平成21年） | 92,280   | 92,336     | 57,660            | 39,641   | [ 東京都統計 9 ]  |
| 2010年（平成22年） | 92,813   | 92,984     | 60,655            | 42,416   | [ 東京都統計 10 ] |
| 2011年（平成23年） | 90,227   | 89,812     | 60,413            | 40,842   | [ 東京都統計 11 ] |
| 2012年（平成24年） | 93,383   | 99,517     | 72,280            | 54,467   | [ 東京都統計 12 ] |
| 2013年（平成25年） | 96,249   | 102,139    | 75,516            | 54,739   | [ 東京都統計 13 ] |
| 2014年（平成26年） | 97,378   | 102,024    | 78,008            | 54,876   | [ 東京都統計 14 ] |
| 2015年（平成27年） | 100,929  | 105,350    | 82,530            | 56,917   | [ 東京都統計 15 ] |
| 2016年（平成28年） | 104,301  | 107,832    | 86,084            | 58,523   | [ 東京都統計 16 ] |
| 2017年（平成29年） |          | 111,583    |                   |          |                   |

※東武鐵道資料是包含東京晴空塔站（舊業平橋站）資料。
備註
1. ↑  1990年9月25日導入押上迂回乘車制度。
2. ↑  1997年3月31日廢止押上迂回乘車制度。
3. ↑  2003年3月19日開業。開業日至同年3月31日為止共計13日間的統計資料。
4. ↑  2003年3月19日開業。業平橋站1年間上下車人次與本站13日間上下車人次除以365日的數值。

來源
1. ↑  .   [2016-03-11]. （原始内容存档于2017-08-02）.
2. ↑  .   [2013-02-03]. （原始内容存档于2016-03-04）.
3. ↑  .   [2017-05-05]. （原始内容存档于2018-02-13）.
4. ↑  東武鉄道（乗降人員） 的存檔，存档日期2016-08-06.
5. ↑  各種報告書 （页面存档备份，存于） - 関東交通広告協議会
6. 1 2  .   [2017-05-05]. （原始内容存档于2016-04-01）.

## 車站周邊
車站北方是古老的住宅區，東側押上通是商店街。
西側是以東京晴空塔為中心的東京晴空塔城。
車站北側有東武伊勢崎線的留置線與押上2號平交道。東京晴空塔開幕後由於道路交通量增加，墨田區要求廢止該平交道與高架化。2012年1月決定實施，預計近期動工。
- 東武伊勢崎線（東武晴空塔線） 東京晴空塔站 - 屬同一站
- 東武鐵道本社
- 東京晴空塔城（直通東京晴空塔東塔地下3樓）
  - 東京晴空塔
  - 東京晴空塔東塔
  - 東京晴空街道（日语：東京ソラマチ）
  - 千葉工業大學東京晴空塔城校區
- 東京都立本所高等學校（日语：東京都立本所高等学校）
- 墨田區役所（日语：墨田区役所）橫川出張所
- 墨田區橫川社區會館
- 墨田區勤勞者福祉服務中心
  - 墨田消費者中心、墨田女性中心
- 墨田福祉保健中心
- 本所稅務署
- 東京都主稅局（日语：東京都主税局）墨田都稅事務所
- 業四市場
- 押上站前郵便局
- 三菱東京UFJ銀行押上支店
- 瑞穗銀行押上支店
- 橫十間川（日语：横十間川）
- reason拳擊館（日语：reasonジム）
- 五十番（中華料理店，王貞治老家）
- 京成押上大樓
  - Richmond Hotel Premium東京押上（日语：リッチモンドホテルズ）
  - LIFE（日语：ライフコーポレーション） CENTRAL SQUARE押上站前店
  - 宜得利押上站前店

### 京成與東武的本社最近站

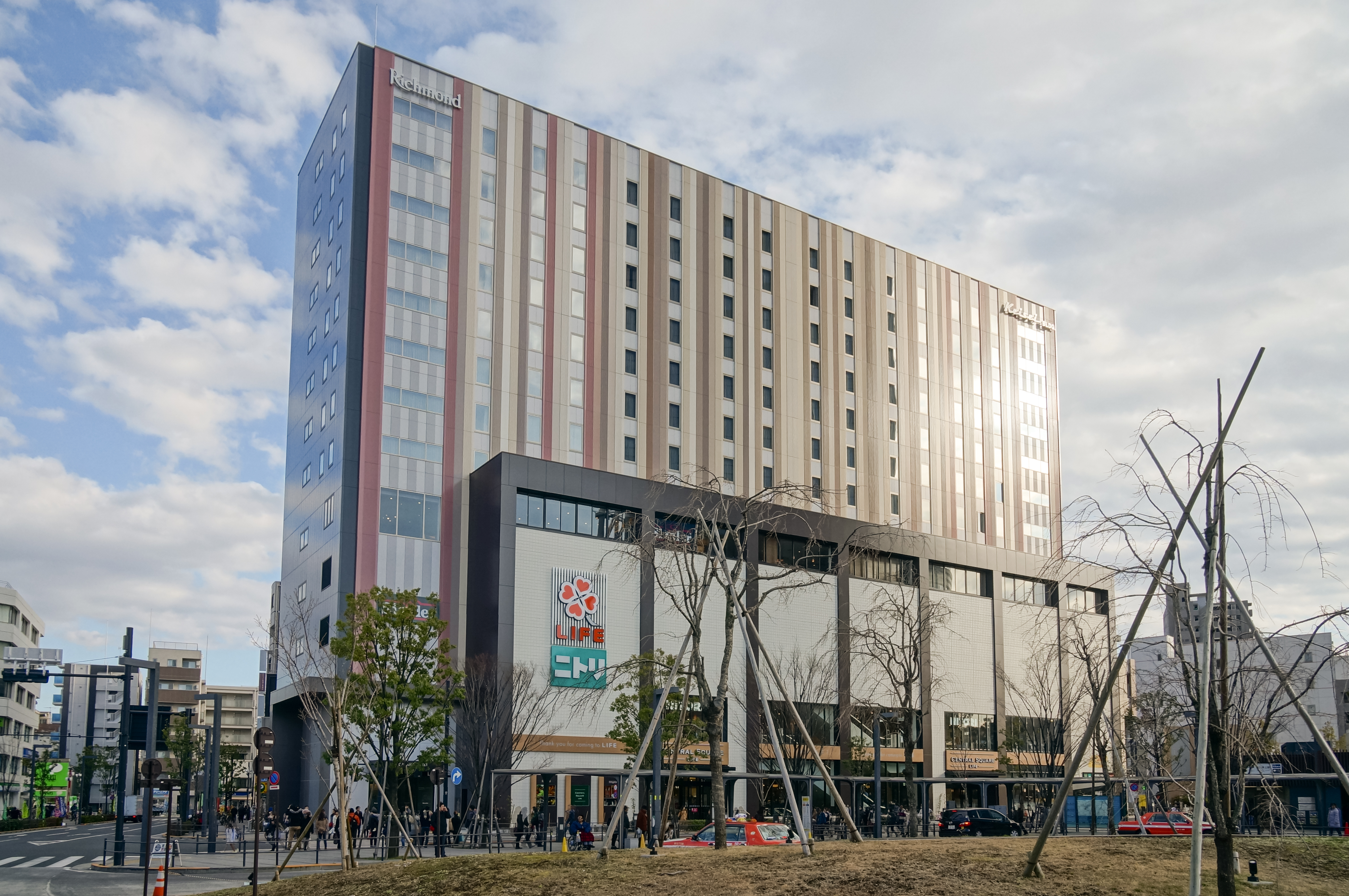
建於京成電鐵本社舊址的京成押上大樓

本站是距離東武鐵道本社最近的車站，也是2013年以前距離京成電鐵本社最近的車站。
東武鐵道本社過去在業平橋站（現東京晴空塔站）南側，2009年移往本站北方的該公司社宅舊址（本站A3出口），步行至舊本社約5分左右。
另外，京成電鐵本社在2013年移往千葉縣市川市八幡的京成八幡站前，舊址改建為飯店與商業設施入駐的「京成押上大樓」，並於2015年12月開幕。
東武鐵道舊本社與京成電鐵舊本社附近有稱為「東武橋」、「京成橋」的北十間川橋。

## 巴士路線

車站周邊的巴士站

最近的巴士站是B3出入口圓環的「押上站前」、四目通及淺草通交差點的「押上」巴士站。以下路線由東京都交通局與京成巴士運行。
押上站前
2012年4月1日以前位於路上（都營巴士在舊押上站前交番附近，墨田區內循環巴士在書店附近），站前圓環啟用後才移入圓環。
| 乘車處   | 乘車處 | 系統             | 系統     | 主要行經地               | 目的地              | 運行業者 | 管轄營業所 |
| -------- | ------ | ---------------- | -------- | ------------------------ | ------------------- | -------- | ---------- |
| 押上站   | 押上站 | 墨田區內循環巴士 | 西北部線 | 鐘淵站、地藏坂           | 押上站（循環）      | 京成巴士 | 奧戶       |
| 押上站   | 押上站 | 墨田區內循環巴士 | 東北部線 | 東吾嬬站、八廣           | 押上站（循環）      | 京成巴士 | 奧戶       |
| 押上站   | 押上站 | 墨田區內循環巴士 | 南部線   | 錦糸町站北口、墨田區役所 | 押上站（循環）      | 京成巴士 | 奧戶       |
| 押上站前 | 1      | 錦37             | 錦37     | 大平三丁目               | 錦糸町站            | 都營巴士 | 青戶       |
| 押上站前 | 2      | 錦37             | 錦37     | 十間橋通、中居堀、八廣   | 青戶車庫前 新四木橋 | 都營巴士 | 青戶       |

 押上 
四目通與淺草通交差點，近B2或A2出入口。
- 都08系統：往錦糸町站／經River Pier吾妻橋（日语：リバーピア吾妻橋）、東武淺草站、奧淺草、千束往日暮里站
- 錦40系統：往錦糸町站／經東京晴空塔站、百花園、白髭橋（日语：白髭橋）、南千住汐入往南千住站東口
- 上23系統：經墨田區役所（日语：墨田区役所）、淺草雷門往上野松坂屋／經十間橋往平井站
- 上26系統：經東京晴空塔站、奧淺草、下谷二丁目（鶯谷站入口）、根津站往上野公園／經龜戶天神往龜戶站
- 門33系統：經十間橋、柳島往龜戶站／經森下站、門前仲町、月島站、勝鬨站往豐海水產埠頭
- S-1系統（觀光路線巴士「東京→夢之下町」）：往錦糸町站／經River Pier吾妻橋、淺草雷門往上野松坂屋（上野御徒町站）／經River Pier吾妻橋、淺草雷門、上野公園山下往東京站丸之內北口（僅周六日）

## 其他

### 各公司的車站編號
本站是京成電鐵、都營地下鐵與東京地下鐵、東武鐵道的車站編號實施對象，京成電鐵車站編號為KS45，都營地下鐵車站編號為A-20，東京地下鐵車站編號為Z-14，東武鐵道車站編號為S 03。車站各種導覽或發行物皆是兩者同時註記。京成、都營除5300形以外的LED車內資訊顯示器的顯示方式分為京成車輛的「Oshiage(SKYTREE)(KS-45,A-20)」、北總車輛的「Oshiage(KS-45,A-20)」、京急車輛的「Oshiage(A-20,KS-45)」。液晶顯示器一樣顯示兩方編號。另外，東京地下鐵、東武最初僅東武車輛與部分東急車輛同時顯示兩方編號「Oshiage‘SKYTREE’(Z-14) (TS-03)」，其他車輛則是在開啟車門前顯示現在路線編號，開啟車門後顯示直通路線編號（如東京地下鐵直通東武列車在車門開啟前顯示Z-14，車門開啟後顯示TS-03）。

### 東京晴空塔站的關係
東武鐵道在運費計算上，本站與東京晴空塔站歸為同一站。使用東武鐵道各站往東京晴空塔站的乘車券或定期券可在本站出入。
但由於本站是由東京地下鐵管理，東京地下鐵的正式名稱為「押上站」，且實際上是不同站區，東京晴空塔站與本站無法站內轉乘。若是要往來本站與東京晴空塔站，須暫時出站。
東武、營團的押上站開業以前，A2出口設有京成押上線、都營淺草線押上站 - 業平橋站（現東京晴空塔站）港灣式月台的轉乘通道，但在半藏門線開通前的2003年3月18日關閉，業平橋站也撤除港灣式月台。現在A2出口的連絡通道已用牆壁遮蔽。
由於本站與東京晴空塔站視為同站，本站票價表沒有至東京晴空塔站的票價。

## 未來計畫
2016年4月，國土交通省交通政策審議會提出與本站相關的以下路線。
- 東京8號線（有樂町線分岐線）延伸（豐洲站 - 住吉站、本站 - 野田市站）、東京11號線（半藏門線）延伸（本站 - 松戶站）
  - 包含本站的住吉站 - 四木站為共用區間。本站已完成東京地下鐵、東武鐵道2、3號線月台往松戶、野田市方向延伸的對應工程。
- 都心直結線（日语：都心直結線）（本站 - 新東京站 - 泉岳寺站）

## 相鄰車站
京成電鐵
 押上線
■快速特急、■Access特急、■特急、■通勤特急、■快速
（淺草線）－押上（晴空塔前）（KS45）－青砥（KS09）
■普通
（淺草線）－押上（晴空塔前）（KS45）－京成曳舟（KS46）
 都營地下鐵
 淺草線
■機場快特
淺草（A 18）－押上（晴空塔前）（A 20）－（押上線）
■機場快特以外的列車類別
本所吾妻橋（A 19）－押上（晴空塔前）（A 20）－（押上線）
 東京地下鐵
 半藏門線
錦糸町（Z 13）－押上〈晴空塔前〉（Z 14）－（東武晴空塔線）
 東武鐵道
 東武晴空塔線
■急行、■準急
（半藏門線）－押上〈晴空塔前〉（TS 03）－曳舟（TS 04）

### 利用狀況來源
東京都統計年鑑
1. ↑  .   [2018-10-29]. （原始内容存档于2016-03-04）.
2. ↑  .   [2018-10-29]. （原始内容存档于2017-07-29）.
3. ↑  .   [2018-10-29]. （原始内容存档于2017-07-29）.
4. ↑  .   [2018-10-29]. （原始内容存档于2017-07-29）.
5. ↑  .   [2018-10-29]. （原始内容存档于2017-07-29）.
6. ↑  .   [2018-10-29]. （原始内容存档于2017-07-29）.
7. ↑  .   [2018-10-29]. （原始内容存档于2017-07-29）.
8. ↑  .   [2018-10-29]. （原始内容存档于2017-07-29）.
9. ↑  .   [2018-10-29]. （原始内容存档于2016-03-26）.
10. ↑  .   [2018-10-29]. （原始内容存档于2016-03-27）.
11. ↑  .   [2018-10-29]. （原始内容存档于2016-03-25）.
12. ↑  .   [2018-10-29]. （原始内容存档于2016-03-27）.
13. ↑  .   [2018-10-29]. （原始内容存档于2016-03-22）.
14. ↑  .   [2018-10-29]. （原始内容存档于2017-07-30）.
15. ↑  .   [2018-10-29]. （原始内容存档于2018-11-09）.
16. ↑  .   [2018-10-29]. （原始内容存档于2019-05-02）.

## 外部連結
- 押上｜電車與車站資訊｜京成電鐵
- 押上站PDF - 京成電鐵
- 押上 - 東京都交通局
- 押上〈晴空塔前〉/Z14 | 路線・車站資訊 | 東京地下鐵
- 押上（車站資訊） - 東武鐵道